# Semjén Anita
Semjén Anita (?, 1944 –) magyar pszichológus, nem hivatásos színész.

## Életpályája
A Pécsi Tudományegyetem hallgatója, majd az ELTE Bölcsészettudományi Karának Pszichológia Szakán szerezte diplomáját. 
Az 1960-as és 1970-es években néhány magyar filmben szerepelt. A Párbeszéd című, 1963-ban bemutatott filmdrámában a női főszereplőt alakította, olyan színészek partnereként, mint Sinkovits Imre, Sztankay István, Csákányi László és Törőcsik Mari. Ezután feltűnt még a Ha egyszer húsz év múlva című filmben is, majd eredeti hivatásában dolgozott néhány évig. Ő volt az egyik szereplője a Staféta című, 1971-ben bemutatott fekete-fehér magyar játékfilmnek is. Ezt követően abbahagyta a filmezést. Szexuálpszichológiai kutatásokat végzett, s felvilágosító előadásokat tartott országszerte, az 1980-as években készült, Szerelmi törvények című nyolcrészes tévéfilmsorozatban is szerepelt. Egy ideig Ausztráliában élt, ahol tanulmányt írt az ausztrál filmművészetről (kéziratban van). 1992 óta Washingtonban lakik.

## Filmjei
- Párbeszéd (1963) .... Barna Judit
- Ha egyszer húsz év múlva (1964) .... Anna
- Staféta (1971) .... Lia

## Kötetek
- S. Molnár Edit–Semjén Anita: A rádióműsorok hallgatottsága – televízióműsorok nézettsége, 1-2.; TK, Bp., 1969 (Tanulmányok MRT Tömegkommunikációs Kutatóközpont)
- Boros Péter–Márványi György–Semjén Anita: Kísérlet egy televízió-műsor befogadásának leírására; TK, Bp., 1977 (Tanulmányok MRT Tömegkommunikációs Kutatóközpont)
- Barcy Magdolna–Faragó Klára–Semjén Anita: Riporterek, bemondók, televíziós személyiségek; TK, Bp., 1977 (Tanulmányok MRT Tömegkommunikációs Kutatóközpont)
- Boros Péter–Semjén Anita: A „Jó reggelt!” reformjához; TK, Bp., 1978
- Áldozatok és gyilkosok/ Gedő Ilka gettó-rajzai és Román György háborús bűnösök népbírósági tárgyalásain készült rajzai, kiállításkatalógus, Budapest, Magyar Zsidó Múzeum, 1995 és Jeruzsálem, Yad Vashem Art Museum 1996, közreadja: Semjén Anita